# Out of Touch
Out of Touch is een nummer van het Amerikaanse muziekduo Hall & Oates. Het is de eerste single van hun twaalfde studioalbum Big Bam Boom uit 1984. Op 4 oktober dat jaar werd het nummer op single uitgebracht in de VS, Canada, Latijns-Anerika en Europa en op 22 oktober volgden Australië, Nieuw-Zeeland en Japan.

## Achtergrond
De plaat werd een grote hit in Noord-Amerika, Oceanië en een aantal.landen in Europa. In thuisland de VS werd de nummer 1-positie behaald in de Billboard Hot 100. In Canada werd de 5e positie bereikt, Australië de 11e, Nieuw-Zeeland de 27e, Duitsland de 15e, Zweden de 20e, de Eurochart Hot 100 de 45e en in het Verenigd Koninkrijk de 48e positie in de UK Singles Chart.
In Nederland werd de plaat veel gedraaid op Hilversum 3 en werd een radiohit in de destijds drie landelijke hitlijsten op de nationale publieke popzender. De plaat bereikte de 33e positie in zowel de Nederlandse Top 40 als de Nationale Hitparade en piekte op een 29e positie in de TROS Top 50. In de Europese hitlijst op Hilversum 3, de TROS Europarade, werd géén notering behaald.
In België bereikte de plaat de 18e positie in de voorloper van de Vlaamse Ultratop 50 en piekte op een 16e positie in de Vlaamse Radio 2 Top 30. In Wallonië werd géén notering behaald.

## Band
- Daryl Hall – lead-  en achtergrondzang, slaggitaar
- John Oates – synthesizer, achtergrondzang
- G.E. Smith – leadgitaar, achtergrondzang
- Tom 'T-Bone' Wolk – basgitaar, achtergrondzang
- Mickey Curry – drums
- Wells Christy – synthesizer
- Clive Smith – sampler
- Jimmy Bralower – drummachine

## Uniting Nations
Uniting Nations is een producersteam bestaande uit de Schotse Paul Keenan en de Engelse Daz Sampson, die met de Hall & Oates-klassieker in een danceversie eind 2004 Dancesmash op Radio 538 en een hit scoorde en in 2005 op plaats 9 in de Top 40 stond.